# Штей-Арієшень
Штей-Арієшень, Штей-Арієшені (рум. Ștei-Arieșeni) — село у повіті Алба в Румунії. Входить до складу комуни Арієшень.
Село розташоване на відстані 344 км на північний захід від Бухареста, 77 км на північний захід від Алба-Юлії, 73 км на південний захід від Клуж-Напоки, 141 км на північний схід від Тімішоари.

## Населення
За даними перепису населення 2002 року у селі проживали 97 осіб, усі — румуни. Усі жителі села рідною мовою назвали румунську.